# Kwame Quansah
Pour les articles homonymes, voir Quansah.
Kwame Quansah est un footballeur ghanéen né le 24 novembre 1982 à Tema. Actuellement avec le Heracles Almelo, dans le Championnat des Pays-Bas, il évolue au poste de milieu droit.

## Palmarès
Heracles Almelo
- Champion de deuxième division néerlandaise 2004/2005